# Jacinto Elizeche
Jacinto Ramon Elizeche Ozuna (11 de septiembre de 1959) es un exfutbolista y entrenador paraguayo de fútbol.

## Trayectoria

### Como futbolista
Inició su carrera en Cerro Porteño, en su país natal, desde las categorías formativas. Posteriormente, jugó en Jorge Wilstermann de Bolivia, aunque regresó a Paraguay para jugar en Guaraní, donde se retiró como futbolista. Además, fue parte del equipo de la Selección Paraguaya sub-20 que participó en la Copa del Mundo de Japón en 1979.

### Como entrenador
Comenzó su carrera como entrenador en su país natal, dirigiendo a Libertad de Villeta en 1999 en la Primera División Regional A. Luego, trabajó en River Plate y en 12 de Octubre, al último lo dirigió en la Primera División de Paraguay durante la temporada 2007. También tuvo una temporada en Libertad. Después, asumió el rol de asistente técnico de Sergio Markarian en la Selección Paraguaya de fútbol durante las Eliminatorias del Mundial de 2002.
En 2009, se trasladó a Ecuador para asumir el cargo de entrenador de Liga de Loja en la Serie B; sin embargo, dejó el club en mayo debido a los malos resultados. Dirigió trece partidos, ganando solo cinco, empatando cuatro y perdiendo cuatro. Posteriormente regreso a su país natal para dirigir a la Selección de la Liga Agrícola de Fútbol.
En abril de 2012 fue nombrado entrenador de Guabirá en la Liga Boliviana, en reemplazo de Luis Cristaldo, con la misión de salvar al equipo del descenso. Sin embargo, no logró cumplir dicho objetivo, y el equipo terminó descendiendo a la Asociación Cruceña de Fútbol.
En 2013, volvió a Paraguay para convertirse en entrenador de Sportivo 2 de Mayo, donde estuvo al mando durante dos temporadas. Luego, dirigió al Club Cristóbal Colón, y en 2017 regresó al Sportivo 2 de Mayo, donde consiguió el ascenso a la División Intermedia como campeón de la Primera División B Nacional.
Después, trabajó en otros equipos paraguayos como San Rafael, 24 de Septiembre y Sportivo Limpeño.
El 16 de enero de 2023 fue presentado como nuevo entrenador del Deportivo Recoleta. En junio de ese mismo año, asumió el cargo como entrenador del Club General Martín Ledesma.

## Clubes

### Como futbolista
| Club              | País     | Año       |
| ----------------- | -------- | --------- |
| Cerro Porteño     | Paraguay | ?         |
| Jorge Wilstermann | Bolivia  | 1984-1986 |
| Guaraní           | Paraguay | 1986      |

### Como entrenador
| Club                              | País     | Año       |
| --------------------------------- | -------- | --------- |
| Libertad de Villeta               | Paraguay | 1999      |
| 12 de Octubre                     | Paraguay | 2005-2007 |
| Libertad                          | Paraguay | 2008      |
| Liga de Loja                      | Ecuador  | 2009      |
| Selección Liga Agrícola de Fútbol | Paraguay | 2010-2011 |
| Guabirá                           | Bolivia  | 2012      |
| Cristóbal Colón                   | Paraguay | 2012      |
| Sportivo 2 de Mayo                | Paraguay | 2013-2015 |
| General Martín Ledesma            | Paraguay | 2015      |
| Sportivo 2 de Mayo                | Paraguay | 2017      |
| San Rafael                        | Paraguay | 2018      |
| 24 de Septiembre                  | Paraguay | 2019      |
| Cristóbal Colón                   | Paraguay | 2020      |
| 24 de Septiembre                  | Paraguay | 2021      |
| Sportivo Limpeño                  | Paraguay | 2021      |
| Deportivo Recoleta                | Paraguay | 2023      |
| General Martín Ledesma            | Paraguay | 2023      |